# Hank Phillippi Ryan
Hank Phillippi Ryan, nata Harriet Ann Sablosky (Chicago, ...), è una scrittrice e giornalista statunitense.

## Biografia
Nata a Chicago e cresciuta a Indianapolis, vive e lavora a West Newton.
Giornalista investigativa, nel corso della sua carriera ha ottenuto numerosi riconoscimenti tra i quali 33 Emmy e 13 Edward R. Murrow Award.
Parallelamente all'attività di reporter ha affiancato, a partire dal 2007, quella di scrittrice di gialli venendo insignita di svariati premi.
Nel consiglio nazionale della Mystery Writers of America, nel 2013 è stata presidente dell'organizzazione "Sisters in Crime" che offre supporto e consulenza agli autori di gialli.

## Opere

### Serie Charlotte McNally
- Prime Time (2007)
- Face Time (2007)
- Air Time (2009)
- Drive Time (2010)

### Serie Jane Ryland
- The Other Woman (2012)
- The Wrong Girl (2013)
- Truth Be Told (2014)
- What You See (2015)
- Say No More (2016)

#### Altri romanzi
- La verità sul caso Ashlyn Bryant (Trust Me, 2018), Roma, Newton Compton, 2019 traduzione di Davide Valecchi ISBN 978-88-227-3591-1.
- The Murder List (2019)

### Racconti
- On the House (2012)

### Antologie
- Writes of Passage con Laurie R. King e Margaret Maron (2014)

## Premi e riconoscimenti
- Premio Agatha per il miglior romanzo d'esordio: 2008 per Prime Time[6]
- Anthony Award per il miglior racconto: 2010 per On the House[7]
- Premio Macavity per il miglior racconto: 2010 per On the House[8]
- Premio Agatha per il miglior racconto breve: 2009 per On the House
- Premio Mary Higgins Clark: 2013[9]
- Premio Agatha per il miglior romanzo: 2013 per The Wrong Girl  e 2014 per Truth Be Told
- Premio Agatha per il miglior saggio: 2014 per Writes of Passage: Adventures on the Writer's Journey
- Premio Macavity per il miglior saggio: 2015 per Writes of Passage: Adventures on the Writer's Journey
- Anthony Award per il miglior romanzo: 2020 per The Murder List